# Bulgarische Eishockeyliga 1995/96
Die Saison 1995/96 war die 44. Spielzeit der bulgarischen Eishockeyliga, der höchsten bulgarischen Eishockeyspielklasse. Meister wurde zum insgesamt neunten Mal in der Vereinsgeschichte der HK Slawia Sofia.

## Modus
In der Hauptrunde absolvierte jede der fünf Mannschaften insgesamt 16 Spiele. Die beiden Erstplatzierten der Hauptrunde qualifizierten sich für das Meisterschaftsfinale. Für einen Sieg erhielt jede Mannschaft zwei Punkte, bei einem Unentschieden gab es einen Punkt und bei einer Niederlage null Punkte.

## Hauptrunde
|    | Klub                | Sp | S  | U | N  | Tore   | Punkte |
| -- | ------------------- | -- | -- | - | -- | ------ | ------ |
| 1. | HK Slawia Sofia     | 16 | 14 | 0 | 2  | 137:37 | 28     |
| 2. | HK Lewski Sofia     | 16 | 14 | 0 | 2  | 146:39 | 28     |
| 3. | HK Metallurg Pernik | 16 | 8  | 0 | 8  | 91:84  | 16     |
| 4. | Akademik Sofia      | 16 | 4  | 0 | 12 | 53:121 | 8      |
| 5. | HK ZSKA Sofia       | 16 | 0  | 0 | 16 | 48:232 | 0      |

Sp = Spiele, S = Siege, U = unentschieden, N = Niederlagen, OTS = Overtime-Siege, OTN = Overtime-Niederlage, SOS = Penalty-Siege, SON = Penalty-Niederlage

## Finale
- HK Slawia Sofia – HK Lewski Sofia 2:1 (11:5, 1:2, 3:1)